# Xanthorhoe percrassata
Xanthorhoe percrassata är en fjärilsart som beskrevs av Walker 1862. Xanthorhoe percrassata ingår i släktet Xanthorhoe och familjen mätare. Inga underarter finns listade i Catalogue of Life.